# Essener Feder
Le Essener Feder (Plume d'Essen) est un prix attribué par le jury du Deutscher Spiele Preis et en même temps que celui-ci pour un jeu de société dont la règle a été particulièrement bien rédigée, en considérant que trop de bons jeux n'ont pu connaître un succès mérité à cause de règles incompréhensibles.

## Jeux récompensés
| Année | Jeu                           | Auteur(s)                                         | Éditeur                   |
| ----- | ----------------------------- | ------------------------------------------------- | ------------------------- |
| 1981  | Focus                         | Sid Sackson                                       | Parker                    |
| 1982  | Atlantis                      |                                                   | MB                        |
| 1983  | Giganten                      | Herbert Pinthus                                   | Carlit                    |
| 1984  | Inka                          | Johann Rüttinger                                  | Noris                     |
| 1985  | Grand Safari                  | Wolfgang Kramer et Ursula Kramer                  | Ravensburger              |
| 1986  | Das blaue Amulett             | Johann Rüttinger                                  | Noris                     |
| 1987  | Spion & Spion                 | Alex Randolph                                     | MB                        |
| 1988  | La Grande Évasion             | Hajo Bücken                                       | Ravensburger              |
| 1989  | non attribué                  | non attribué                                      | non attribué              |
| 1990  | Lifestyle                     | Thomas Di Paolo                                   | Ravensburger              |
| 1991  | Hotu Matua                    | Reinhold Wittig                                   | Franckh-Kosmos            |
| 1992  | Coco Crazy                    | Hajo Bücken                                       | Ravensburger              |
| 1993  | Acquire                       | Sid Sackson                                       | Schmidt Spiele            |
| 1994  | Neue Spiele im alten Rom      | Reiner Knizia                                     | Piatnik                   |
| 1995  | Les Colons de Catane          | Klaus Teuber                                      | Kosmos                    |
| 1996  | Top Race                      | Wolfgang Kramer                                   | ASS                       |
| 1997  | Mississippi Queen             | Werner Hodel                                      | Goldsieber                |
| 1998  | Die Macher                    | Karl-Heinz Schmiel                                | Hans im Glück / Moskito   |
| 1999  | Union Pacific                 | Alan R. Moon                                      | Amigo                     |
| 2000  | Taj Mahal                     | Reiner Knizia                                     | Alea                      |
| 2001  | Nouveaux Mondes               | Klaus Teuber                                      | Tilsit / Kosmos           |
| 2002  | Puerto Rico                   | Andreas Seyfarth                                  | Tilsit / Alea             |
| 2003  | Alhambra                      | Dirk Henn                                         | Queen Games               |
| 2004  | Fifth Avenue                  | Wilko Manz                                        | Alea                      |
| 2005  | Piranha Pedro                 | Jens-Peter Schliemann                             | Goldsieber / Asmodée      |
| 2006  | La Nuit des magiciens         | Kirsten Becker et Jens-Peter Schliemann           | Drei Magier Spiele        |
| 2007  | Château Roquefort             | Bernhard Weber et Jens-Peter Schliemann           | Zoch                      |
| 2008  | Jamaica                       | Bruno Cathala, Malcolm Braff et Sébastien Pauchon | GameWorks                 |
| 2009  | Diamonds Club                 | Rüdiger Dorn                                      | Ravensburger              |
| 2010  | Vor den Toren von Loyang (de) | Uwe Rosenberg                                     | Hall Games                |
| 2011  | Exopedition Sumatra           | Jens Jahnke et Britta Stöckmann                   | Igramoon Spieleverlag     |
| 2012  | Grimoire                      | Hayato Kisaragi                                   | Schmidt Spiele            |
| 2013  | Les Palais de Carrara         | Wolfgang Kramer et Michael Kiesling               | Filosofia                 |
| 2014  | Linko!                        | Wolfgang Kramer et Michael Kiesling               | Ravensburger              |
| 2015  | Alchimistes                   | Matúš Kotry                                       | Heidelberger Spieleverlag |